# Cypselurus starksi
Cypselurus starksi är en fiskart som beskrevs av Abe, 1953. Cypselurus starksi ingår i släktet Cypselurus och familjen Exocoetidae. Inga underarter finns listade i Catalogue of Life.